# Ligament radio-carpien dorsal
Le ligament radio-carpien dorsal (ou ligament postérieur de l'articulation du poignet) est un ligament de l'articulation radio-carpienne.
Il comporte deux faisceaux : un faisceau principal et un faisceau accessoire.
Le faisceau principal relie le bord postérieur du radius aux faces postérieures des os triquetrum, hamatum et lunatum.
Le faisceau accessoire relie le bord postérieur du processus styloïde du radius à la face postérieure de l'os scaphoïde.
En arrière, il est en relation avec les tendons des muscles extenseurs des doigts. À l'avant, il se confond avec le disque articulaire radio-ulnaire distal.